# 35357 Haraldlesch
35357 Haraldlesch este un asteroid din centura principală de asteroizi.

## Descriere
35357 Haraldlesch este un asteroid din centura principală de asteroizi. A fost descoperit pe 28 septembrie 1997 la Heppenheim la Observatorul Heppenheim. Asteroidul prezintă o orbită caracterizată de o semiaxă mare de 2,26 ua, o excentricitate de 0,18 și o înclinație de 3,6° în raport cu ecliptica.